# Angelica sylvestris
Pour les articles homonymes, voir Angélique.
Angélique des bois, Angélique sauvage
Espèce
Statut de conservation UICN

LC : Préoccupation mineure
Angelica sylvestris, l'Angélique des bois ou Angélique sauvage, est une espèce plantes à fleurs de la famille des Apiacées et du genre Angelica. C'est une grande plante herbacée vivace qui affectionne les zones humides. Elle est naturellement présente dans le Nord-Ouest de l'Eurasie, où elle a traditionnellement fait l'objet d'usages médicinaux et alimentaires, à l'instar de l'espèce domestique voisine Angelica archangelica, mais dans une moindre mesure. Introduite au Canada au XVIIIe siècle, elle y devient depuis la fin des années 1980 une plante envahissante dans les provinces de l'Est.

## Taxonomie
L'espèce est décrite pour la première fois au XVIe siècle par Rembert Dodoens sous le nom d'Angelica sylvestris et en 1753 par le naturaliste suédois Carl von Linné sous le nom binomial Angelica sylvestris L., 1753.

### Étymologie
Le nom « Angélique » désignant la plante en français est attesté au milieu du XVIe siècle sous la forme « Angelicque » 
.
Il est calqué sur l'adjectif latin angelicus issu du grec aggelos, « messager », spécialisé en « messager de Dieu », et lui aurait été donné « à cause des vertus qu'elle a contre les venins »,.
L'épithète spécifique silvestris adjointe par Linné au nom de genre Angelica est un adjectif latin issu du nom silva (« forêt ») signifiant, pour une plante : « qui vit dans la forêt, appartenant aux forêts, sauvage ».

### Noms vulgaires et vernaculaires

#### En français
En plus de ses noms vulgaires et normalisés « Angélique des bois » ou « Angélique sauvage », l'espèce est également nommée en français « Angélique des prés », « Angélique sylvestre », « Faux Panais », « Herbe à la fièvre », « Impératoire sauvage » ou encore « Panais sauvage ».

#### Dans les autres langues
L'espèce reçoit diverses appellations dans les langues des nombreux pays où elle est présente.
- En albanais : angjelika e pyllit, angjelikë
- En allemand : Angelika, Engelwurtz, Heligenwurz, Waldangelike, Waldbrustwurz, Waldengelwurz, Wiesenangelike, wilde Angelike, wilde Brustwurz, wilde Engelwurz, wilde Heiliggeistwurz, wilde Meisterwurz, Wildengelwurz
- En anglais : wild angelica, woodland angelica
- En bulgare : горска пищялка
- En catalan : angèlica borda
- En chinois : 林当归 (lín dāng gui)
- En croate : šumska anđelika, děhel lesní
- En danois : almindelig angelik [9], angelik, skov-angelik [9]
- En espagnol : angelica silvestre, hierbatana de puerto, sabuda
- En estonien : harilik heinputk
- En finnois : karhunputki
- En hongrois : erdei angyalgyökér
- En irlandais : gallfheabhrán
- En italien : angelica selvatica
- En letton : meža zirdzene
- En lituanien : miškinis skudutis
- En néerlandais : gewone engelwortel
- En norvégien : sløkje
- En polonais : dzięgiel leśny
- En portugais : angélica-dos-montes, angélica-silvestre, erva-piolheira, erva-sarneira
- En russe : дудник лесной
- En serbe : анђелски корен, дивља анђелика
- En slovaque : angelika lesná
- En slovène : navadni sozdni koren
- En suédois : skogspipa[9], strätta
- En turc : kekire, melek otu[10]
- En ukrainien : дудник лісовий

### Synonymes
Angelica sylvestris a pour synonymes :
- Angelica alpina Krock. ex Steud.[11]
- Angelica apiifolia Sennen, 1916[1]
- Angelica brachyradia Freyn, 1888[1],[11]
- Angelica ebulifolia Lapeyr.[11]
- Angelica elata Velen., 1891[1],[11]
- Angelica elatior (Wahlenb.) Dalla Torre[11]
- Angelica flavescens Hoffm., 1814[1],[11]
- Angelica globifera Freyn[11]
- Angelica illyrica K.Maly, 1919[1],[11]
- Angelica macrophylla Schur[11]
- Angelica major Lag., 1816[1],[11]
- Angelica minor Gilib.[11]
- Angelica montana Brot.[11]
- Angelica nemorosa Ten.[11]
- Angelica pachyptera Avé-Lall., 1843[1]
- Angelica pancicii Vandas ex Velen., 1888[1]
- Angelica pratensis M.Bieb. ex J.Presl & C.Presl, 1819[1],[11]
- Angelica razulii All.[11]
- Angelica reuteri Boiss., 1856[1]
- Angelica ruthenica Schott ex Ledeb.[11]
- Angelica sylvestris f. nidus (Kittell) Thell., 1926[1]
- Angelica sylvestris var. grossedentata Rouy & E.G.Camus, 1901[1]
- Angelica sylvestris var. nidus Kittel, 1844[1]
- Angelica sylvestris subsp. bernardiae Reduron[11]
- Angelica villosa Lag., 1816[1],[11]
- Angelophyllum dahuricum Rupr., 1859[1],[11]
- Athamanta sylvestris (L.) Weber, 1780[1],[11]
- Archangelica major Lag.[11]
- Carum angelicifolium Baker[11]
- Imperatoria angelica G.Gaertn., B.Mey. & Scherb., 1799[1],[11]
- Imperatoria angelica (Roth) Borkh., 1795[1]
- Imperatoria flavescens (Hoffm.) Besser, 1809[1],[11]
- Imperatoria montana DC.[11]
- Imperatoria sylvestris (L.) Lam., 1779[1],[11]
- Ostericum pratense Hoffm., 1814[1]
- Peucedanum angelica Caruel[11]
- Peucedanum angelicifolium Turcz., 1838[1],[11]
- Selinum agriangelica E.H.L.Krause[11]
- Selinum angelica Roth, 1788[1],[11]
- Selinum pubescens Moench, 1794[1],[11]
- Selinum silvestre Pourr. ex Nyman[11]
- Selinum sylvestre Crantz, 1767[1],[11]

## Description

### Appareil végétatif
L'Angélique sylvestre est une grande plante vivace haute de 50 à 150 centimètres et pouvant atteindre, voire dépasser, 2 mètres. Elle dresse au-dessus d'une racine pivotante une épaisse tige glauque ou rougeâtre, fistuleuse (creuse), côtelée, rameuse dans sa partie supérieure,. Attachées à de longs pétioles, ses larges feuilles basales ou inférieures, dont le limbe triangulaire peut atteindre 60 centimètres de long, sont bi- ou tripennées et leurs folioles lancéolées à ovales, dentées en scie. D'autres feuilles à mi-hauteur de la tige ont des folioles sessiles de 3 à 8 centimètres. La face inférieure des folioles est pubescente. De volumineuses gaines foliaires enserrent le départ des rameaux et des pétioles,,.

Angelica sylvestris - appareil végétatif
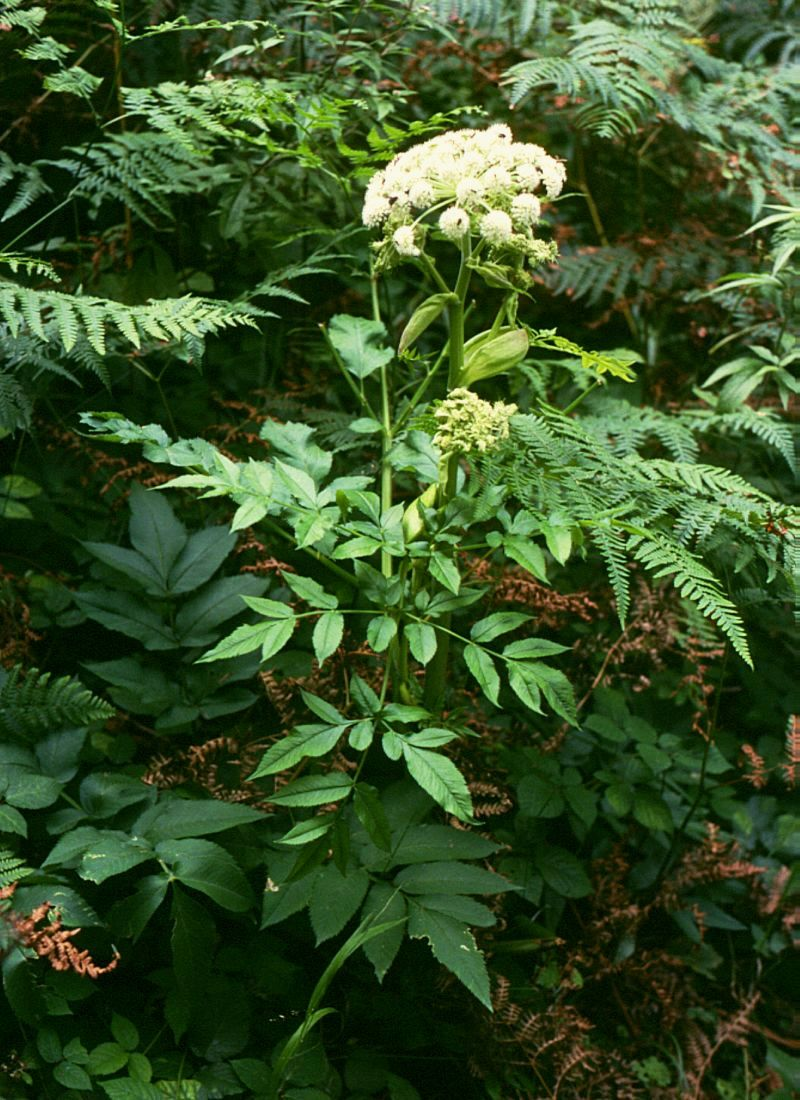
Vue d'ensemble de la plante adulte.
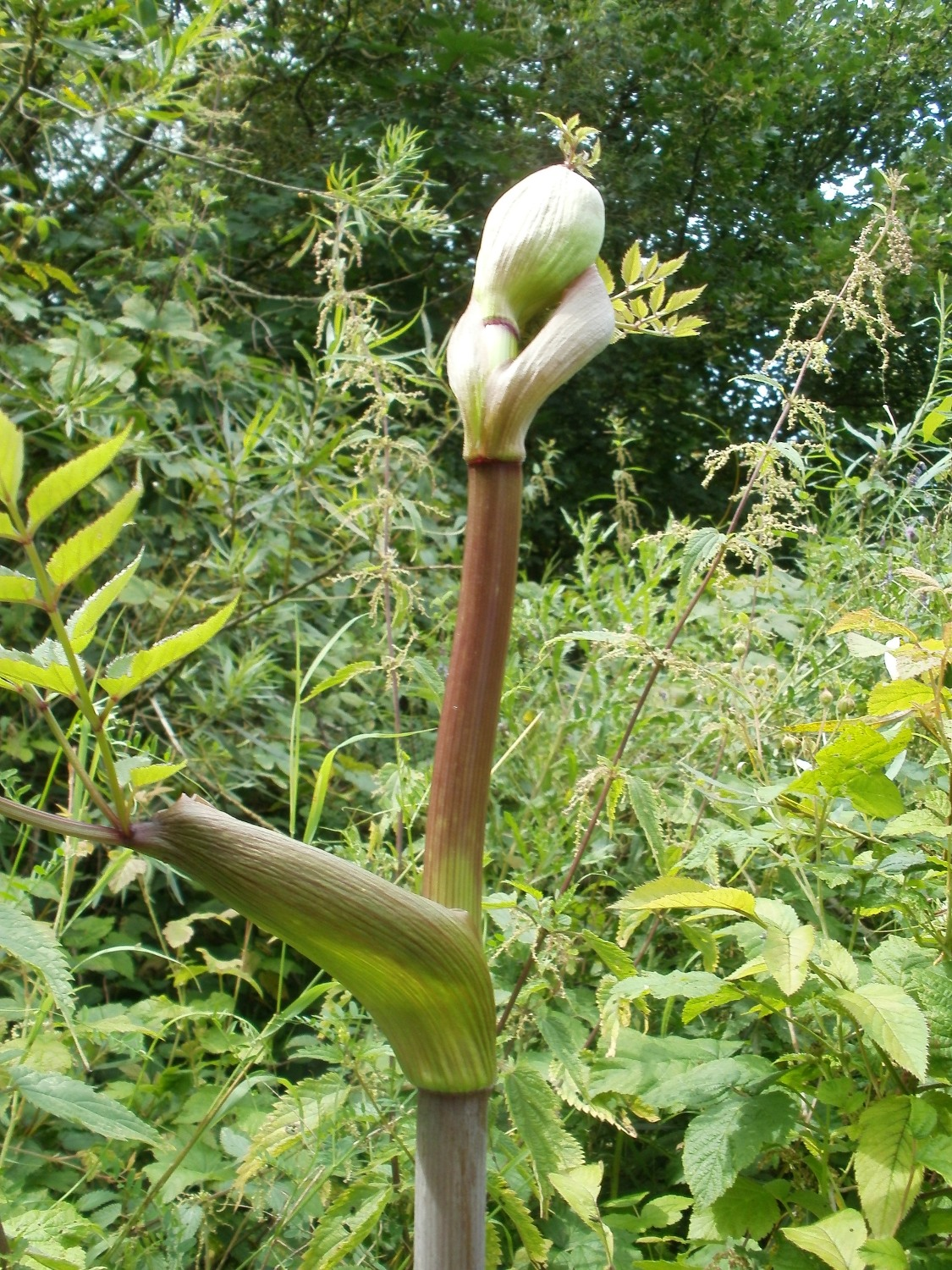
En phase de croissance, gaines foliaires visibles.
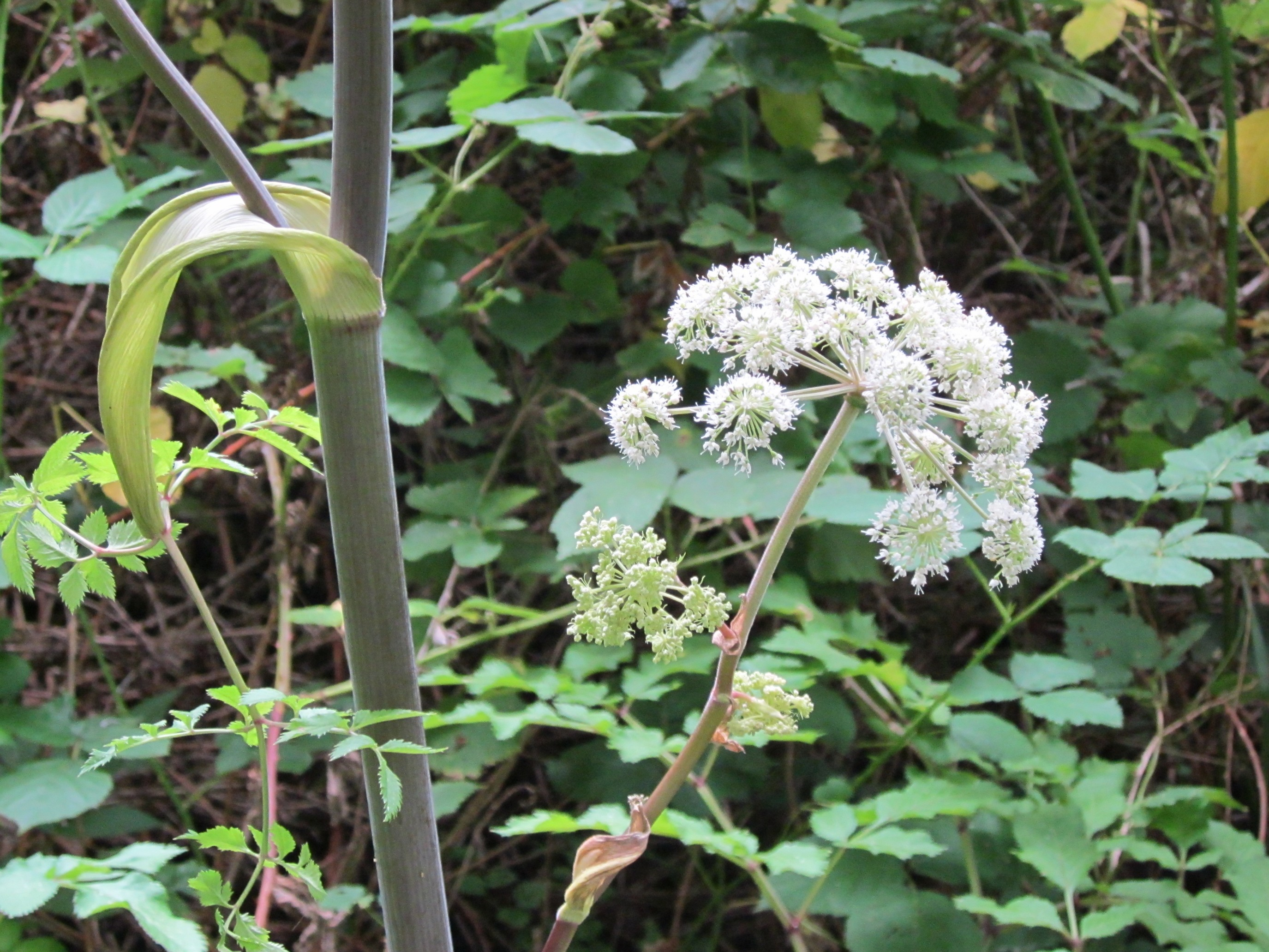
Tige principale et départ de rameau avec gaine, ombelle secondaire.
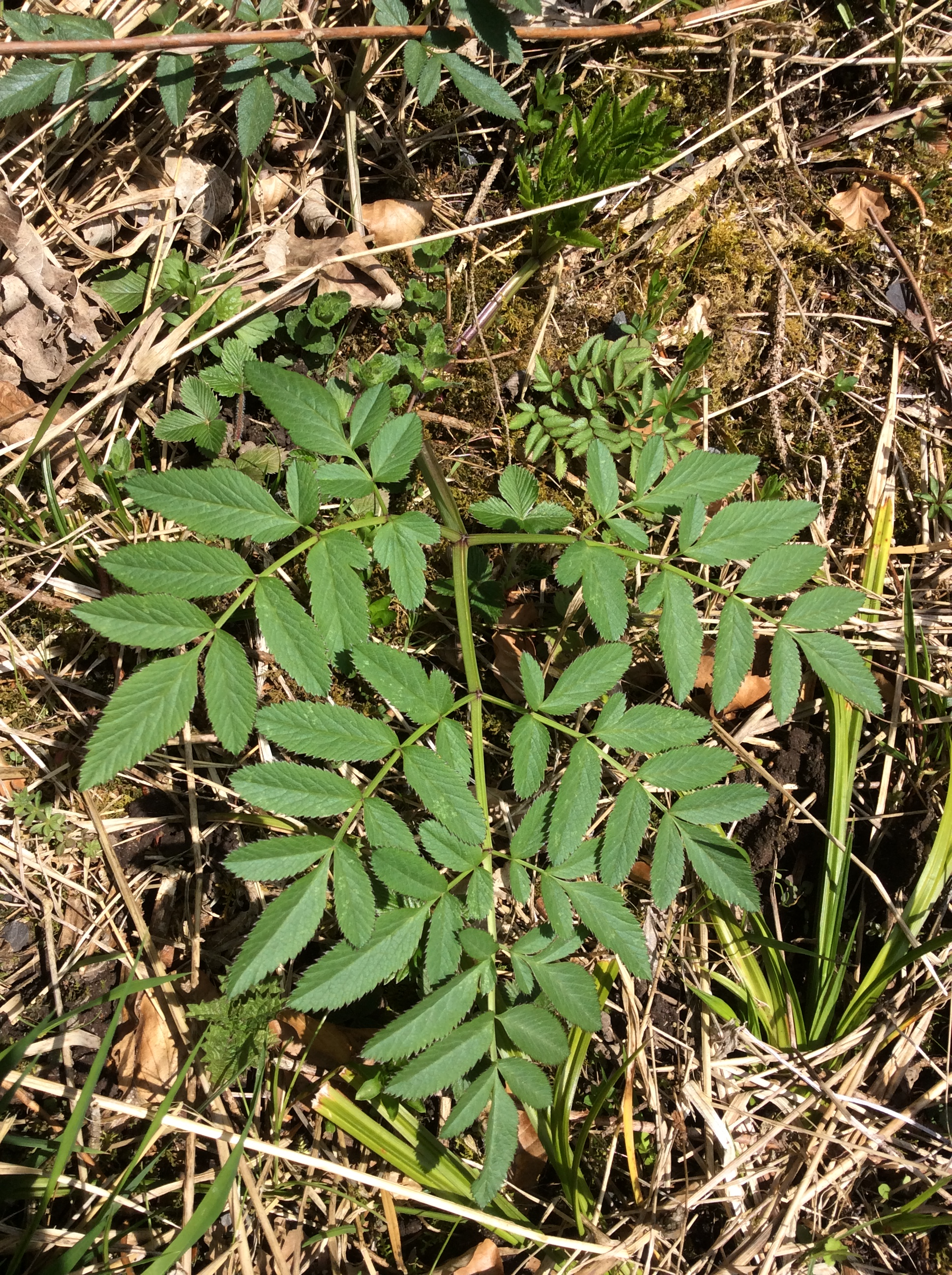
Feuilles basales.
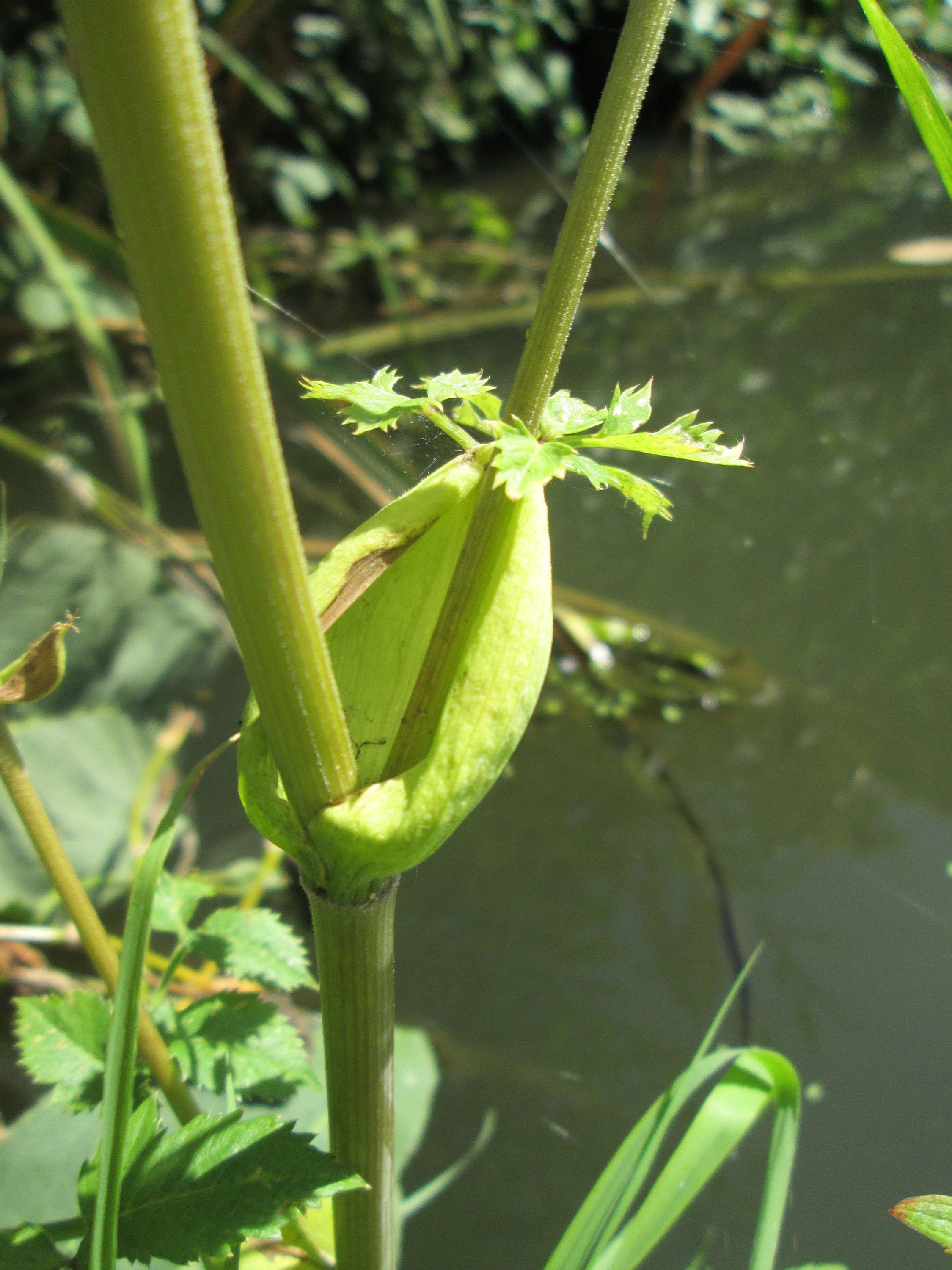
Jeunes feuilles sur un rameau.

### Appareil reproducteur
L'inflorescence est formée d'une grande ombelle composée (ombellules de 10 à 20 cm de diamètre) légèrement bombée, portée au sommet de la tige par de nombreux (15 à 40) rayons pubescents, d'autres ombelles plus modestes et en plus petit nombre apparaissant sur des tiges secondaires. L’involucre est le plus souvent absent, les bractéoles nombreuses, linéaires, sont aussi longues que les pédicelles. Les pétales blancs, pouvant tirer sur le verdâtre ou le rosé, sont de forme ovale à obovale, à pointe recourbée,,.
Les fruits de forme ovale, longs de 4 mm, aplatis, portent des côtes dorsales filiformes, et des ailes marginales membraneuses plus larges que le méricarpe,,.

Angelica sylvestris - appareil reproducteur
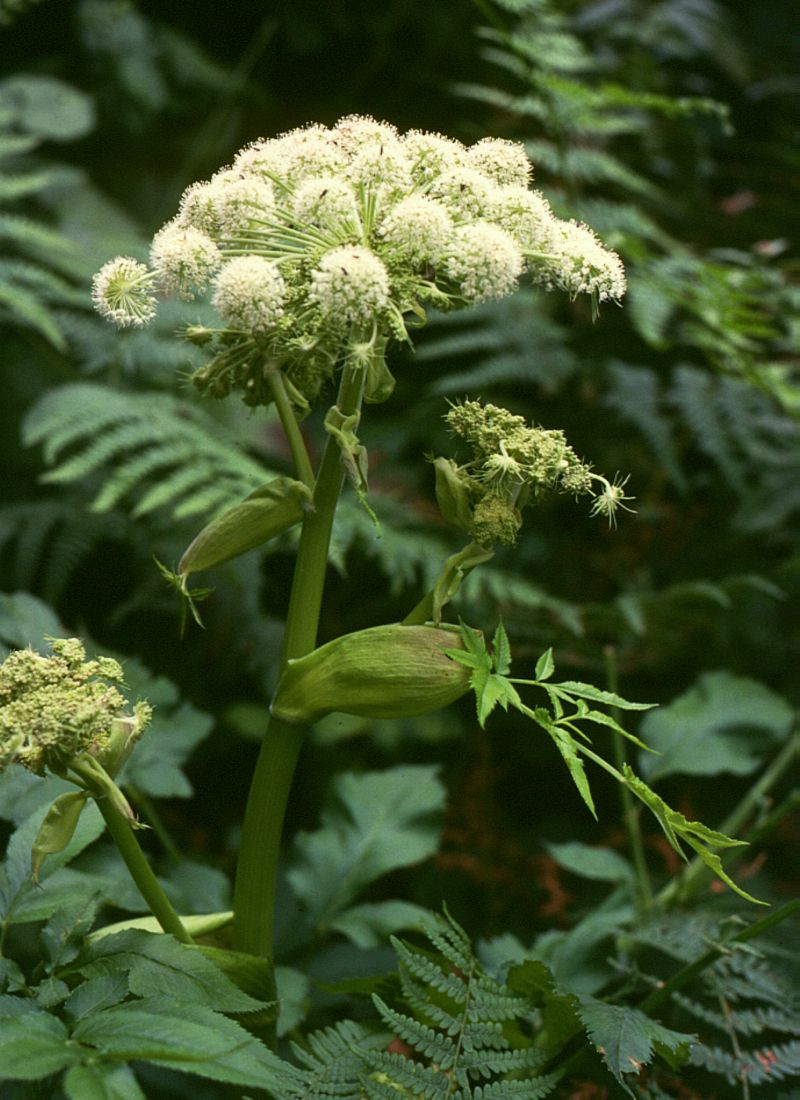
Inflorescence.
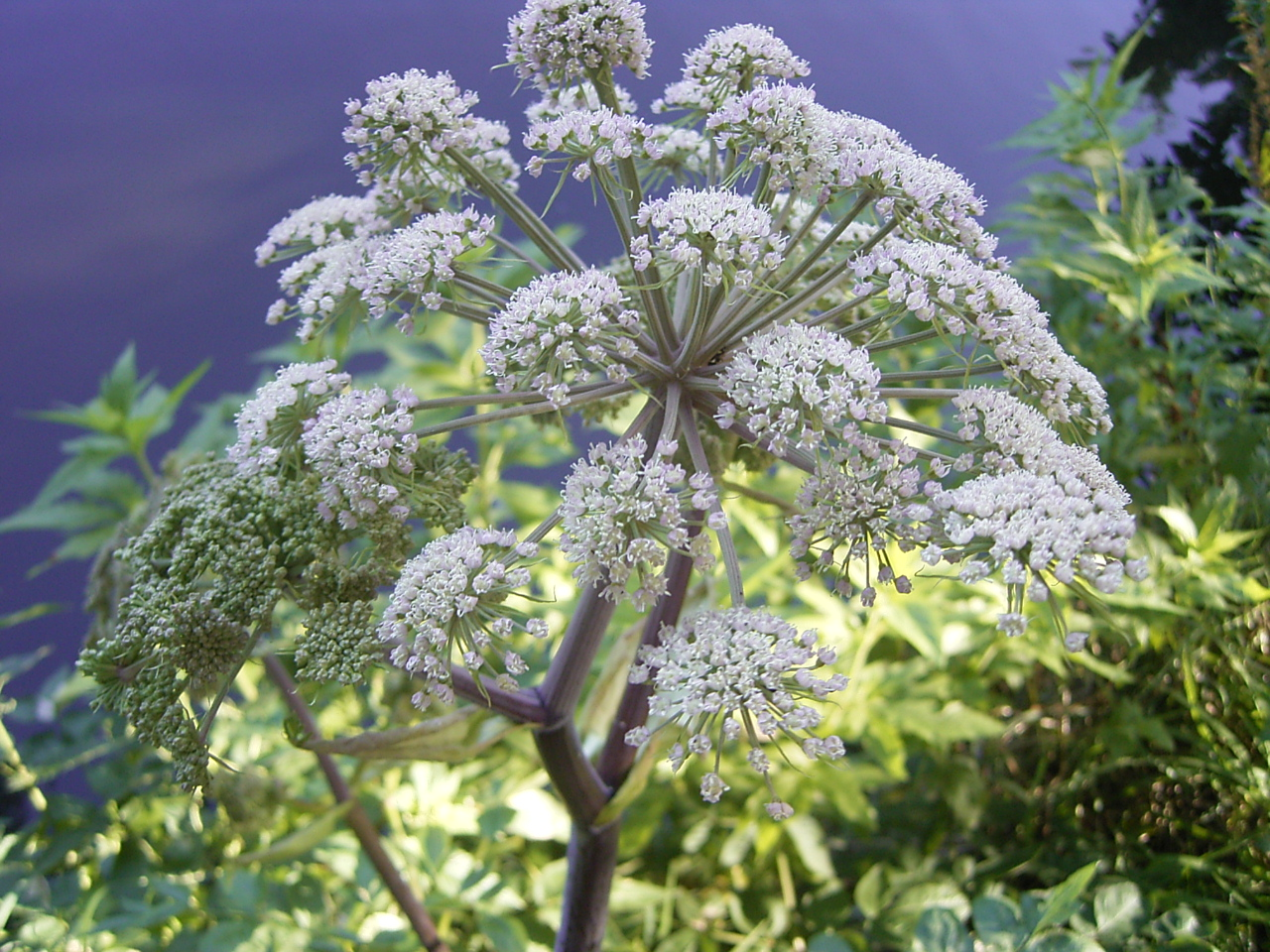
Ombellules.
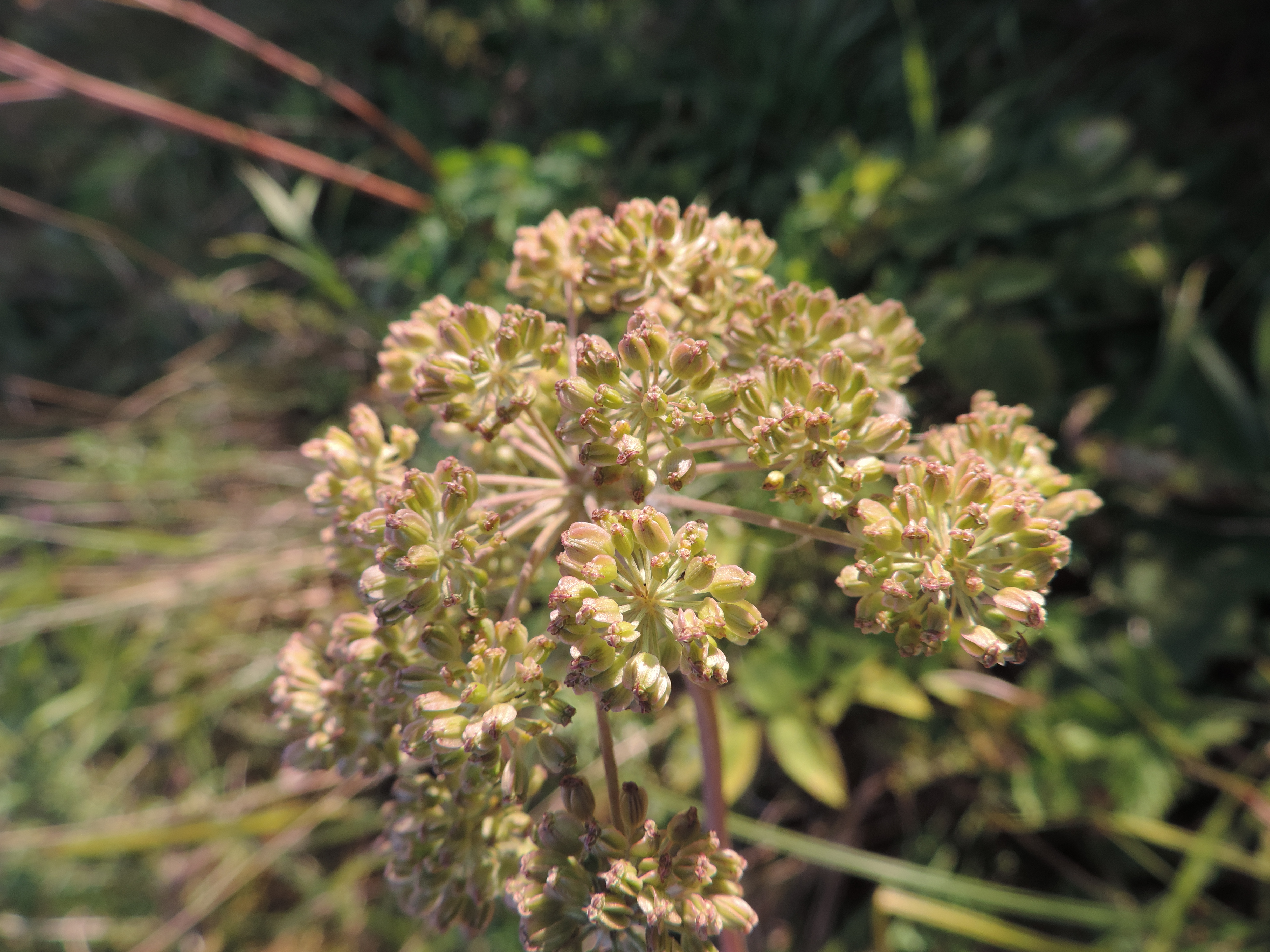
Fruits en formation.
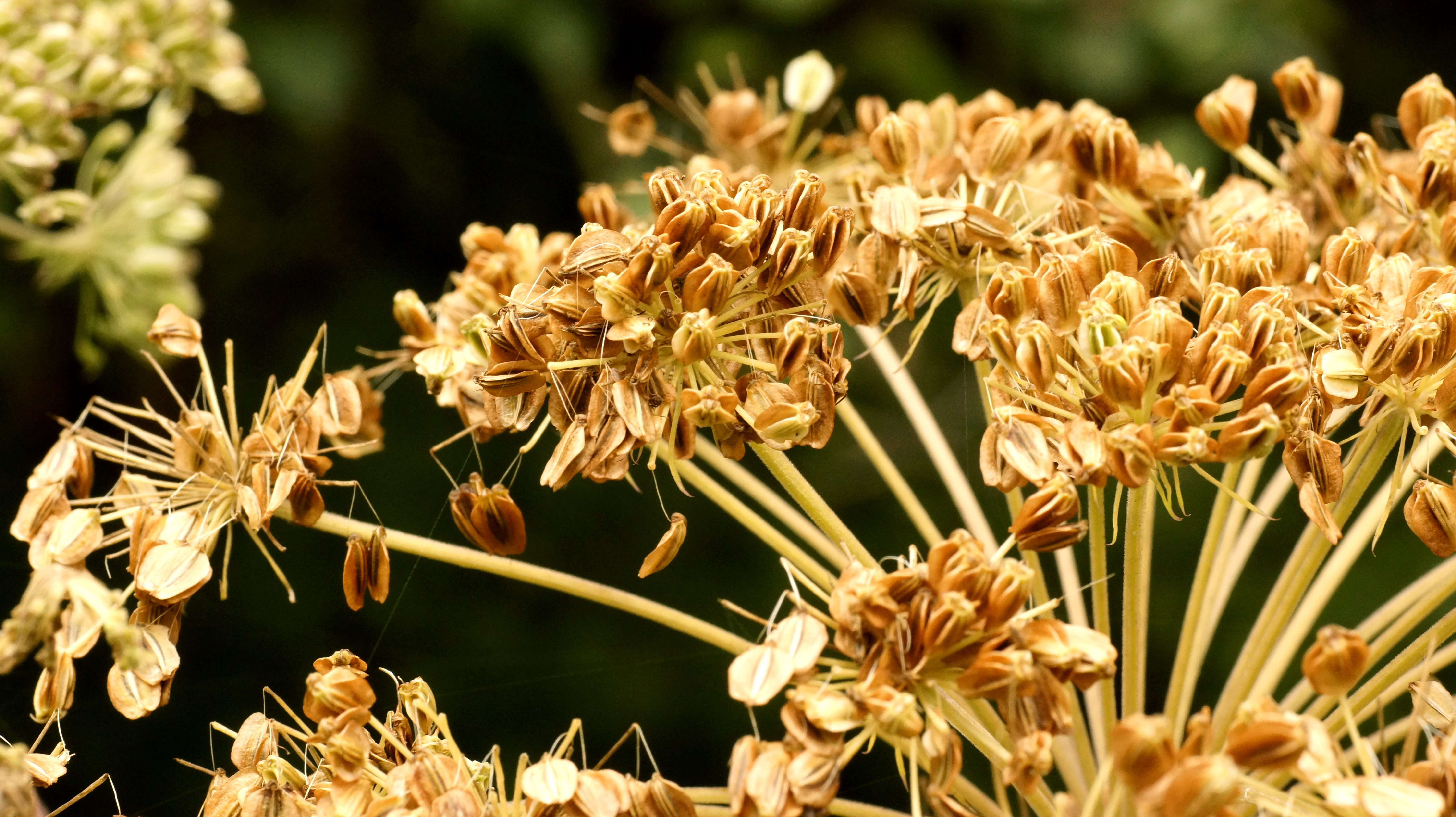
Infrutescence.

### Variabilité
La plante présente deux sous-espèces :
- Angelica sylvestris subsp. bernardiae Reduron ;
- Angelica sylvestris subsp. sylvestris.

## Biologie
La floraison a lieu de juillet à septembre.
- Sexualité : androdioïque
- Ordre de maturation : protandre
- Pollinisation : entomogame
- Fruit : akène
- Dissémination : hydrochore

Données issues de « Baseflor. Index botanique, écologique et chorologique de la flore de France »

## Écologie et habitat
L'Angélique sauvage est une espèce vigoureuse des sites humides et relativement fertiles. Elle possède une large gamme d'habitats, qui comprend les prairies humides, les tourbières, les lisières de forêt et les berges des cours d'eau. Les sites périodiquement perturbés sont propices à l'établissement de larges populations. L'espèce peut occasionnellement pousser dans les forêts, sur les terrils et les bords de route, ainsi que dans les prairies soumises au fauchage ou au pâturage fréquents. Elle y est alors généralement représentée par des plantules ou des individus rabougris. Elle se plaît autant sur les sites relativement plats, comme les prairies humides, que sur les pentes plus raides des berges et des versants de vallées. Si, au Royaume-Uni, l'Angélique sauvage croît uniquement aux altitudes inférieures à 300 m, elle est présente jusqu'à 2 300 m dans l'Est de l'Anatolie. Dans les Pyrénées, l'espèce est présente aux étages inférieur à montagnard dans les prairies humides et lisières. Elle tolère une grande variété de sols de pH supérieur à 4,0.
Bien que l'espèce soit généralement considérée comme vivace et polycarpique, des observations durant l'hiver indiquent qu'une grande proportion des individus, parfois plus de la moitié, meurent après la floraison. Il est ainsi probable que dans certains habitats, une partie de la population est monocarpique. L'Angélique sauvage a une croissance précoce rapide grâce à la mobilisation des réserves de la racine. À maturité, les plantes produisent un petit nombre de feuilles basales pouvant atteindre 60 cm de long et une tige florifère pouvant mesurer jusqu'à 2 m. Malgré cette grande taille, sa capacité de dominance (en) est faible dans sa zone de distribution native,. D'autres espèces des zones humides, comme l'Épilobe à grandes fleurs, ont les avantages supplémentaires d'une multiplication végétative rapide et d'un couvert foliaire plus haut et plus dense. Les populations d'Angélique sauvage consistent souvent en quelques individus matures en fleur, associés à de nombreux jeunes plants avec une ou deux petites feuilles. Il est possible que ces derniers représentent une banque de semis persistants qui dépendent d'une perturbation ultérieure de la végétation pour atteindre leur maturité. La régénération se fait entièrement par graines, et la dispersion par hydrochorie le long des cours d'eau est importante pour la survie de l'espèce.

## Répartition
En tant qu'espèce indigène, Angelica sylvestris est présente dans le nord de l'écozone paléarctique, à l’exception de sa bordure pacifique, c'est-à-dire dans toute l’Europe, en Russie jusqu’en Sibérie centrale, au Kazakhstan, en Mongolie, dans la région du Xinjiang en Chine, ainsi qu'en Turquie, Azerbaïdjan, Syrie et au Liban. En France, elle est présente sur la majeure partie du territoire, à l'exception du pourtour méditerranéen et de la partie centrale de la façade atlantique.
C’est une espèce introduite dans l’Est du Canada, où elle devient envahissante. Sa présence a d’abord été constatée en Nouvelle-Écosse. Elle y aurait été importée, en raison de ses vertus médicinales, par des colons français venus s’établir sur l’île du Cap-Breton au XVIIIe siècle. Des populations bien établies de la plante ont ensuite été repérées au Nouveau-Brunswick, en Ontario — où a été constatée en 1993, dans une clairière marécageuse du Sud-Est de la province, la dominance sur près d'un hectare d'une centaine de grands plants d’Angélica sylvestris dont la croissance avait étouffé les plantes des espèces indigènes telles Eupatorium maculatum, Matteuccia struthiopteris et Solidago rugosa — et au Québec. Elle est désormais commune au nord des Grands Lacs, aux abords des cours moyen et inférieur du fleuve Saint-Jean, et son développement est considéré comme une menace préoccupante pour la flore des zones humides de ces régions,.

## Composants chimiques
La racine et les fruits d’Angelica sylvestris contiennent des furanocoumarines (photosensiblisants) dont l’angélicine et des stérols. Selon une étude turque de 2008, les fruits recèlent plusieurs huiles essentielles dont les principaux constituants terpéniques sont l’α-pinène, le β-phellandrène, l’acétate de bornyle, le limonène, le myrcène, le camphène et des sesquiterpènes tels l’α-chamigrène, le β-sesquiphellandrène, l'epi-α-bisabolol et le (Z)-β-farnésène. Du p-Crésol et du naphtalène, composés aromatiques toxiques, y sont également présents.

## Usages

### Santé
Autrefois[Quand ?], Angelica sylvestris était considérée comme une plante magique associée à la magie blanche. Selon une supposée légende, « l'herbe à la fièvre » fut apportée à un moine par un ange qui lui révéla ses vertus : elle protège les enfants, combat la peste, guérit des morsures des bêtes enragées et chasse le diable.
En 1600, Le Théâtre d’Agriculture et mesnage des champs, ouvrage pionnier de l’agronomie, affirme que l’Angélique sauvage, de même que la « domestique » (Angelica archangelica ou Angélique officinale), « contrarie à toutes infections, est très utile en temps de peste, tenant en la bouche de la racine […], guérit les morsures des serpents et des chiens enragés, fait cracher les humeurs superflues, nettoyant [ainsi] l’estomac .[…] Ses feuilles, appliquées au front, chassent le mal de tête ». Mais, deux siècles plus tard, une réédition révisée de cet ouvrage remplace ce texte par : « L'angélique sauvage (angelica sylvestris) est très-inférieure à l'angélique archangélique (angelica archangelica) : la racine de celle-ci est aromatique, tonique, et stomachique ; mais on n'a plus maintenant aucune confiance en ce médicament pour prévenir la peste, et pour guérir les morsures des serpens [sic] et des chiens enragés. » Quelques décennies plus tard, le médecin français François-Joseph Cazin note également que les propriétés de l’Angélique sylvestre « sont loin d'égaler celles de l’angélique-archangélique » et que « [l]es herboristes substituent quelquefois, sans scrupule, l’angélique sauvage à l'angélique officinale ; celle-ci est beaucoup plus odorante »,. En Suède, selon lui, la racine de l'espèce sauvage est employée « comme antihistérique [sic] et antiépileptique, à la dose de 4 g en poudre dans un verre de vin blanc le matin à jeun », et la graine pulvérisée pour détruire les poux.
En Turquie, la racine d'A. sylvestris entre dans la composition du mesir, une pâte médicinale inventée au XVIe siècle pour soigner la mère du sultan Soliman le magnifique, préparée avec quarante et une épices et plantes fraîches. Dans la ville de Manisa où elle a été inventée, la préparation de cette pâte est commémorée par des festivités annuelles inscrites depuis 2012 sur la liste représentative du patrimoine culturel immatériel de l'humanité.
Une étude de 2016 montre que des extraits alcooliques de la racine sont actifs in vitro contre plusieurs souches bactériennnes communes, notamment Enterococcus faecium, Listeria monocytogenes ATCC 7644, Bacillus subtilis DSMZ 1971, Staphylococcus epidermidis DSMZ 20044 et Staphylococcus aureus ATCC 25923.

### Alimentation
Toutes les parties de la plante (tige, pétioles, feuilles, fleurs, fruits, racine) sont comestibles et connaissent des usages culinaires. L'Angélique sauvage est généralement considérée comme le parent pauvre de l'Angélique officinale : son utilisation est tout aussi polyvalente et elle peut remplacer sa cousine cultivée dans la plupart des recettes de plats sucrés et salés, mais sa saveur est jugée plus sauvage et moins aromatique. Dans la classification du Codex Alimentarius, les termes « Angélique, feuilles » (code HH 0720, herbes), ainsi que « Angélique, graines » et « Angélique, racine » (codes HS 0720 et HS 3360, épices) s'appliquent aux produits des deux espèces Angelica archangelica et Angelica sylvestris sans distinctions supplémentaires. L'usage traditionnel le plus répandu est la décoration des gâteaux et des confiseries sous forme confite : les jeunes pousses, les tiges ou les pétioles sont bouillis jusqu'à ce qu'ils soient tendres, puis pelés, et la pulpe charnue est cristallisée par trempage dans un sirop de sucre et cuisson au four. L'Angélique officinale est cependant préférée dans cette utilisation, car ses parties sont moins amères. Les jeunes feuilles et les tiges peuvent aussi être bouillies et consommées comme légumes, ou hachées et ajoutées aux compotes de fruits. Les racines, au goût sucré, et les graines, au parfum aromatique, servent également d'épices. 
L'Angélique sauvage semble avoir été largement utilisée en alimentation autour de la Baltique, avant d'avoir été abandonnée à l'époque contemporaine. La plante fait ainsi partie du matériel archéobotanique identifié sur des sites de fouilles datés du XIIIe siècle au XVIIIe siècle dans les villes hanséatiques de Kolberg, Dantzig et Elbing (nord de la Pologne).
Dans l'Est de l'Anatolie (Turquie), où elle est appelée hitik, l'Angélique sauvage fait partie des cinquante-six plantes aromatiques traditionnellement utilisées pour l'élaboration d'un fromage aux herbes, au même titre que le Thym, la Coriandre ou le Carvi : ces « herbes » en rehaussent le goût, accroissent la valeur nutritive (ajout de vitamines et de substances antitoxiques) et améliorent la conservation. Les feuilles fraîches et les tiges de l'Angélique sauvage sont récoltées avant la floraison et préalablement macérées dans de l'eau salée afin d'en éliminer les substances toxiques.

## Représentations artistiques

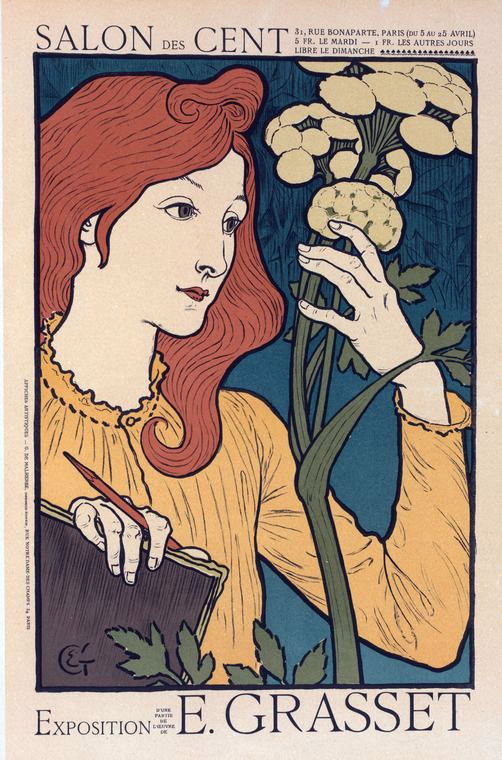
Affiche d'Eugène Grasset pour le Salon des Cent, 1894, musée d'Orsay.

Plante commune, l’Angélique sylvestre a fait l’objet de nombreuses illustrations botaniques, notamment dans plusieurs florilèges des pays du Nord de l’Europe.

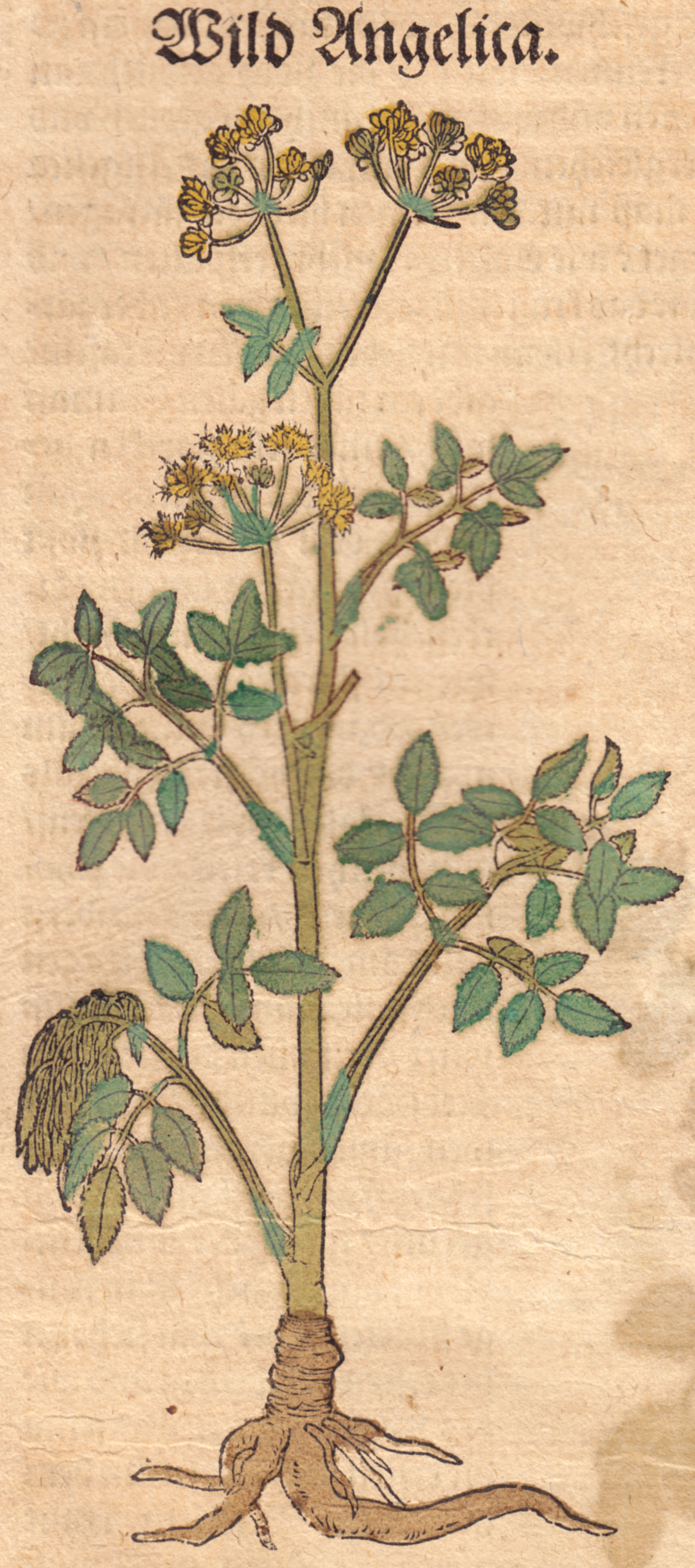
Wild Angelica dans le Kreüterbuch de Jérôme Bock, 1546 (possiblement peinte par David Kandel).
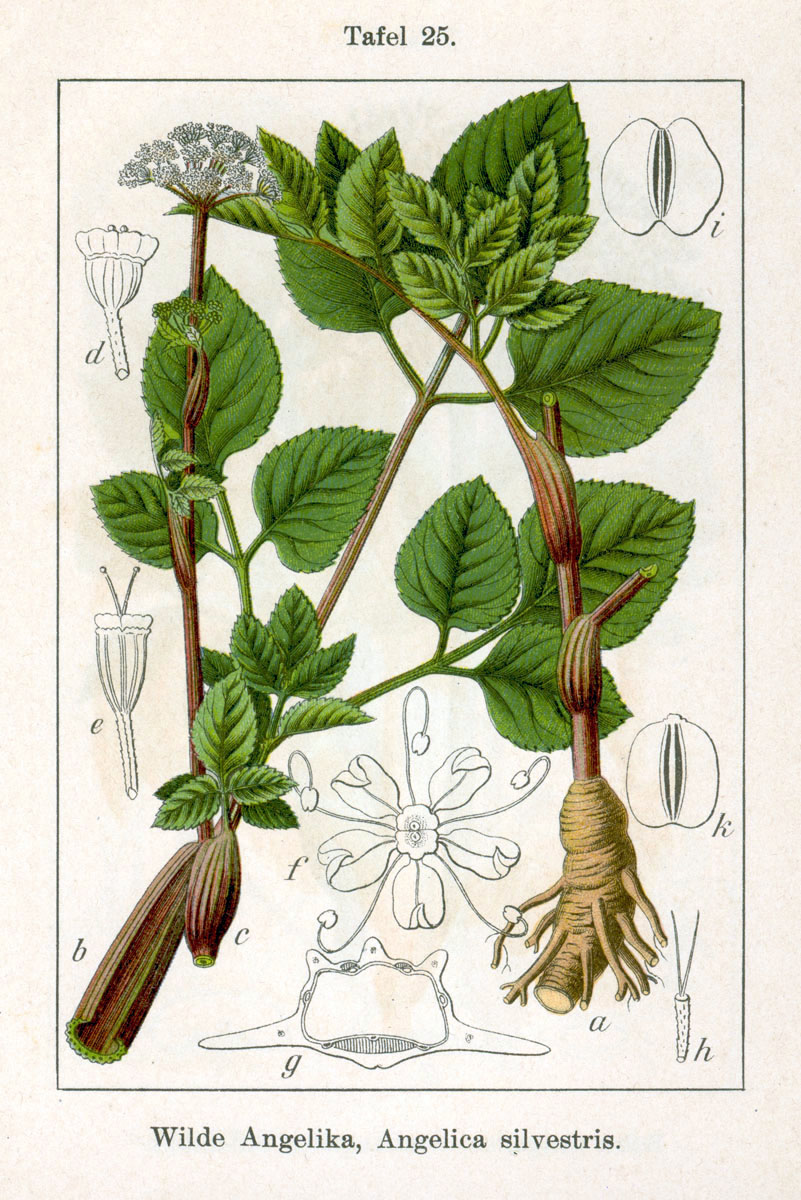
Wilde Angelika, A. silvestris, par Jacob Sturm dans la Deutschlands Flora in Abbildungen nach der Natur mit Beschreibungen, 1796.
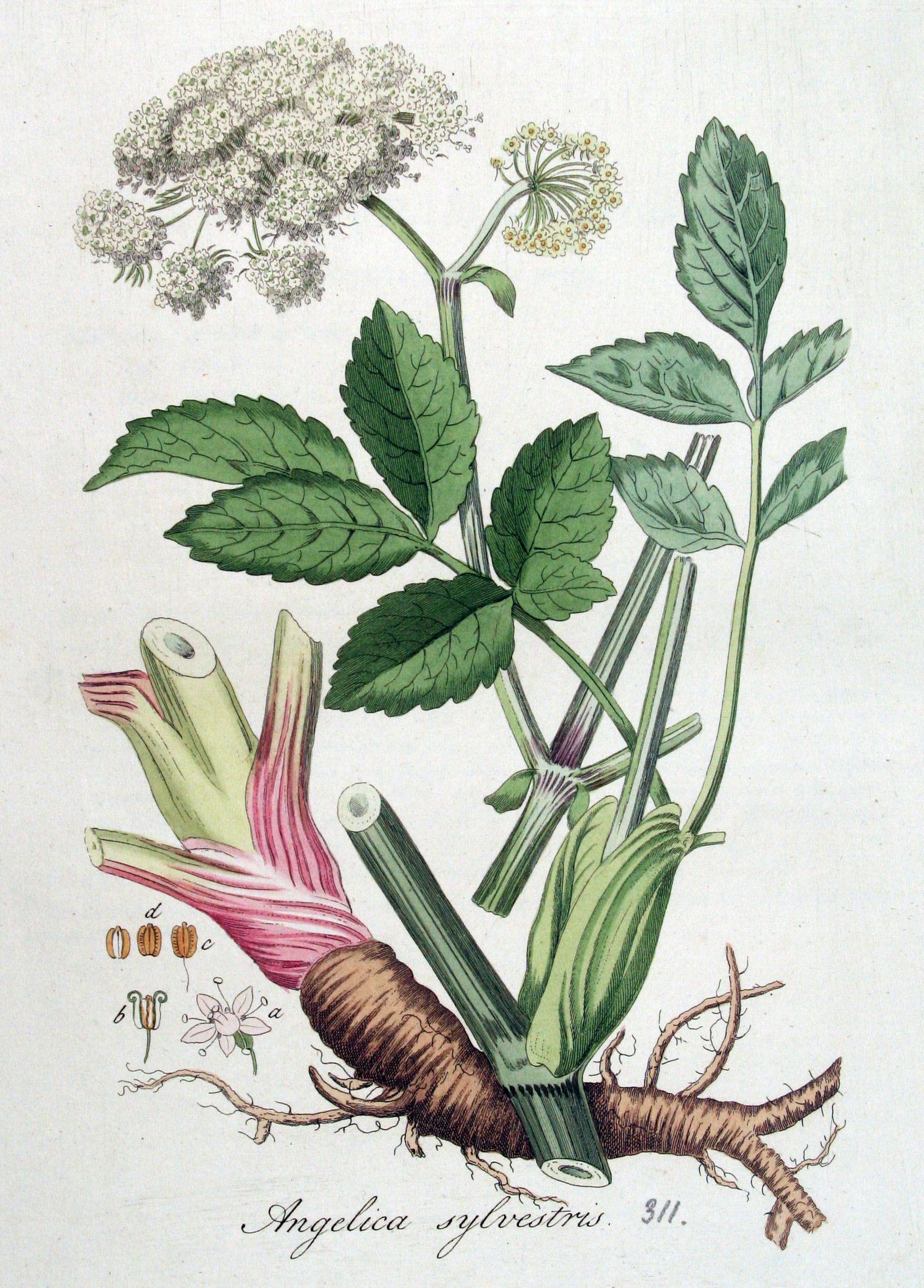
Angelica sylvestris, Christiaan Sepp dans le volume 4 de la Flora Batava, 1822.
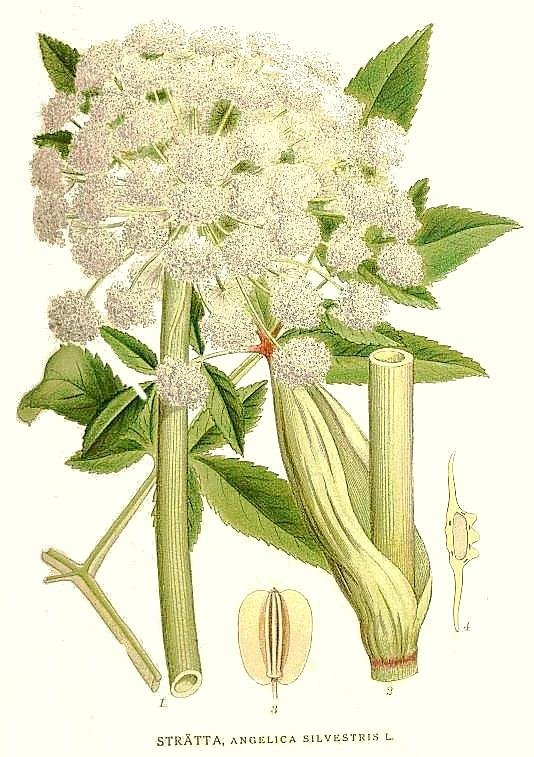
Strätta, Angelica silvestris L., de Carl Axel Magnus Lindman dans sa Bilder ur Nordens Flora, entre 1917 et 1926.

En France, elle a inspiré l'affichiste et illustrateur Eugène Grasset, pionnier de l’Art nouveau. Entre 1890 et 1903, il dessine douze croquis au crayon (conservés au musée d’Orsay) explorant les possibilités décoratives de la plante : Angélique sauvage géométrisée à l’« aspect compact », en « traduction légère », « fleurons à répétition pour semis »…, Angélique sauvage schématisée, Feuille d'angélique sauvage…. Et c'est cette plante qu'il choisit pour l’affiche de l’exposition d’une partie ses œuvres présentée en 1894 au deuxième Salon des Cent. Son élève Maurice Pillard Verneuil réalise à son tour plusieurs illlustrations de l'Angélique sauvage dans son ouvrage Étude de la plante : son application aux industries d'art […], publié en 1903.